# Marcela Serrano
Marcela Serrano Pérez (Santiago, 1951) es una escritora y artista plástica chilena.

## Biografía
Hija de la novelista Elisa Pérez Walker (pseudónimo literario: Elisa Serrana, 1930-2012) y del ensayista Horacio Serrano, Marcela es la cuarta de cinco hermanas (Elena «Nena», abogada; Paula, psicóloga; Margarita, periodista; y Sol, historiadora). Estudió en el Villa María Academy, y estuvo un año en París con dos de sus hermanas estudiando. 
Volvió a salir de Chile exiliada a Roma después del golpe militar del 11 de septiembre de 1973  con su primer marido, Eugenio Alberto Llona, con el que se había casado en noviembre de ese año y con el que separaría más tarde, sin hijos.
Marcela Serrano regresó en 1977. Sobre los años pasados en el exilio, Serrano escribe: "El exilio. Primero, antes del exilio había vivido en París un año como estudiante, debe haber sido cuatro años después del 68, cuando estaban todos los gérmenes de la Revolución de Mayo en el aire, y yo me fui con dos de mis hermanas, según nosotras a aprender francés. Congelamos nuestros estudios en Santiago y nos fuimos a vivir allá. Fue una experiencia fascinante, realmente apasionante. Aprendimos francés, pero también aprendimos muchas otras cosas. Después volví a Chile y vino el golpe. Ahí me tocó el exilio italiano; nos tocaba, uno no decidía cuando era militante de un partido, y tuve un exilio en Roma. Roma en sí fue un privilegio. El calor de los italianos, la recepción que nos hicieron, la solidaridad de ellos fue una cosa maravillosa, pero tuvimos que vivir en condiciones que yo ni siquiera intuía. Yo había tenido una vida bastante regalada antes de eso, en casa de mis padres, entonces fue muy duro. Al final me volví".
Estudió Bellas Artes en la Universidad Católica, donde obtuvo la licenciatura en Grabado en 1983. Su primera exposición la organizó en los años ochenta; trabajó en diferentes campos de las artes visuales —en particular, instalaciones y body art—, y llegó a ganar un premio del Museo de Bellas Artes de Santiago por un trabajo sobre las mujeres del sur de Chile. Sin embargo, al poco tiempo abandonó por completo sus actividades artísticas.

## Vida literaria
Se considera una "escritora tardía" —"comencé a escribir a los 100 y recién a los 200 publiqué mi primera novela"— aunque de chica escribió "decenas de novelas", que botó todas. Esa primera novela apareció en 1991: Nosotras que nos queremos tanto, que fue un éxito inmediato aquel año y que después recibiría dos premios. A partir de entonces ha publicado una serie de obras, entre ellas una del género negro y otra infantil, esta última conjuntamente con Margarita Maira, una de sus hijas.
El crítico chileno Camilo Marks señala que "una de las claves para explicar el éxito de Marcela Serrano como novelista es que sabe sobre lo que está escribiendo y no sólo lo hace bien, sino que convoca, con claridad y falta de afectación, algunos temas que hoy rodean al acosado mundo de la mujer contemporánea".
En 2001, el director argentino Héctor Olivera llevó al cine nueva vida mía y le ofreció a cerro que escriba el punto, pero ella prefirió no hacerlo. "Nunca escribí un punto y me pareció que aceptarlo sería una forma de improvisación. Además, en ese momento estaba concentradísima escribiendo alguna novela y no tenía tiempo interno para otra aventura creativa. Al no escribir yo misma el guion, debí abrirme a que lo hiciera otra persona, con los riesgos del caso para los efectos de fidelidad. Pero es entonces cuando una hace un acto de fe en el director a quien le has entregado la novela y la dejas ir". El guion fue escrito por Ángeles González Sinde y Alberto Macías y la película, protagonizada por Ana Belén, Cecilia Roth, Daniel Valenzuela y Jorge Marrale.
El mismo año, su primera novela, Nosotros que nos queremos tanto (1991) fue adaptada al teatro por el director de la obra, Christian Villarreal, y las dramaturgas Lucía de la Maza y Francisca Bernardi. El estreno se realizó el 5 de octubre en el Teatro San Ginés, de Santiago.
Durante una gira de promoción de Hasta siempre, mujercitas, estando en un hotel de Lima en 2004, "de pronto, sintió una ráfaga intensa de palpitaciones; luego, el sudor frío y paralizante: pensó que se moría de un ataque al corazón". El doctor que la examinó le recomendó abandonar la gira y regresar a su casa, cosa que hizo; el diagnóstico definitivo fue "estrés severo", y a raíz de él Marcela Serrano abandonó la vida pública durante años; reapareció en 2011 para promocionar Diez mujeres.
El argumento de esta novela Pedro Gandolfo, crítico de El Mercurio, la resume así: "Una destacada siquiatra sicoanalista, Natasha, invita a nueve pacientes mujeres a reunirse en una parcela cercana a Santiago con el propósito de que cada una de ellas -que antes no se conocían- cuente en público sus vidas en una suerte de acto final de apaciguamiento y, de ese modo, dar por concluida la terapia con una "sanación" -en la medida en que las complejidades de la psiquis lo permitan- que tiene una cierta convergencia en la propia Natasha. Hay también una "undécima mujer", una argentina que Natacha conoció de joven cuando estudiaban en la Universidad en Buenos Aires, que es, desde hace largos años, su asistente y entrañable amiga". Y al final de su crítica, Gandolfo da el siguiente veredicto: "Hay que señalar que Serrano tiene buena prosa, simple y clara, que se lee con facilidad. La novela, con todo, parece fracasar en su intento de retratar diez vidas distintas en 300 páginas. Son diez biografías diferentes en una sola novela, biografías que únicamente tienen en común lo señalado: ser mujeres, pacientes de Natasha y ser 'algo neuróticas'. El arte de la biografía breve (y estas son breves) es un arte mayor, en extremo complejo, que implica una gran habilidad en la selección de los hechos narrados. El relato literario de una vida no se parece al relato histórico-biográfico y, a veces, Diez mujeres cede hacia una retahíla de hechos, que como las fechas de los reinos, van jalonando estas vidas. Así, las sensibilidades, imágenes y detalles concretos se pierden en el recuento desnudo, superficial y acelerado de los hechos. Contar el otro lado de éstos, en un relato breve, exige menos informar que apelar a la filigrana que los desfamiliariza".
En general, la crítica no la ha tratado bien en su país, lo que ha motivado respuestas airadas por parte de Serrano. Así, octubre de 2011 decía en Radio Cooperativa: "Hay un grupo de críticos que son unos misóginos, que odian todo lo que tenga que ver con las mujeres. Odian que la mujer tenga éxito. No sé si te acuerdas como han tratado a la Isabel Allende a través de todos estos años [...] Se ha establecido como sistema que es gratis sacarle la mierda a las escritoras mujeres. Es gratis. Empezaron a hacerlo con Isabel, después siguieron conmigo".
Serrano ha sido siempre de izquierda y "ha estado comprometida con la realidad política de su país"; defensora de las reivindicaciones de su sexo, sostiene que "definirse feminista es definirse ser humano". En julio de 2012 anunció su rechazo, por razones políticas, a unirse al grupo de escritores que viaja a la Feria Internacional del Libro de Guadalajara, en la que Chile es el país invitado. “No deseo que mi larga y buena relación con los lectores mexicanos se vea mediada por un gobierno al cual no apoyo ni me representa. El gobierno incluye a personas que provocaron el apagón cultural de Chile, utilizaron la censura e intentaron aniquilar los pensamientos distintos al oficial”, señaló.
Sus novelas han sido traducidas a diversos idiomas.
Su tercer marido es el político socialista y diplomático Luis Maira —embajador de Chile en México y Belice (1997-2003) y Argentina (2004-2010)—, con quien vive desde mediados de los años ochenta (con el segundo, el reconocido escritor Antonio Gil, tuvo a su hija Elisa). Su otra hija, Margarita, fruto de su unión con Maira, nació en la primera casa que compartieron, en Ñuñoa. Después tuvieron una casa en Pocuro, Santiago, y, finalmente, viven en sendos apartamentos en Providencia. Además, se compró una casa en Quillota donde pasa largas temporadas escribiendo.

## Premios literarios
- Premio Sor Juana Inés de la Cruz 1994 por Nosotras que nos queremos tanto
- Premio Municipal de Literatura de Santiago 1994 por Para que no me olvides
- Finalista del Premio Planeta 2001 con Lo que está en mi corazón[12]

## Obras
- Nosotras que nos queremos tanto, Los Andes, Santiago, 1991
- Para que no me olvides, Los Andes, Santiago, 1993
- Antigua vida mía, novela policiaca, Alfaguara México, Ciudad de México, 1995
- El albergue de las mujeres tristes, Alfaguara México, Ciudad de México, 1998
- Nuestra Señora de la Soledad, Alfaguara México, Ciudad de México, 1999
- Un mundo raro, Mondadori, 2000. Contiene dos "relatos mexicanos": El amor en el tiempo de los dinosaurios y Sin dios ni ley
- Lo que está en mi corazón,[13] Planeta, 2001
- El cristal del miedo, cuento, con Margarita Maira; Ediciones B, 2002,
- Hasta siempre, mujercitas, Planeta, 2004
- La llorona, Planeta, 2008
- Diez mujeres, Alfaguara, 2011
- Dulce enemiga mía, cuentos, Alfaguara, 2013. Contiene 20 relatos:
  - La yegua, Damascos y calabazas, Misiones, Charquito de agua turbia, Sin dios ni ley, A mí me tocó la bandera, Cerco eléctrico, Hembras (Un divertimento), Su norte, El robo, En Bosnia, El balneario, Otoño, El hombre del valle, Dulce enemiga mía, El testigo, Sobre la vulcanizadora, El consuelo, Mink y 2 de julio
- La Novena, novela,  Alfaguara,  2016
- El manto, Alfaguara,  2019